# Mailholas
Mailholas település Franciaországban, Haute-Garonne megyében. Lakosainak száma 35 fő (2022. január 1.). Mailholas Rieux-Volvestre, Bax, Latrape és Montesquieu-Volvestre községekkel határos.

## Népesség
A település népességének változása:
| Lakosok száma | 51   | 39   | 38   | 40   | 39   | 35   | 34   | 34   | 35   | 35   |
|               | 1968 | 1982 | 1999 | 2006 | 2011 | 2015 | 2017 | 2018 | 2020 | 2022 |